# Месопотамска уметност
Месопотамска уметност развија се паралелно са развојем Египта, и не зна се која је култура старија, друга историјска цивилизација се рађала на Блиском истоку, постепено напуштајући неолитско друштво. Између 3500. и 3000. п. н. е. у долини Тигра и Еуфрата, на територији данашњег Ирака источне Сирије и Ирана настала је Месопотамија. За разлику од Египта, дошло до дуготрајнијег уједињавања племена, те је њена историја обележена сталним сукобима. Ипак, постоје основе на којима почива читава месопотамска цивилизација, а то заједничко наслеђе успоставили су Сумери.

## Историја и главне карактеристике
Месопотамија је реч грчког порекла. Становници су Сумери- азијски народ на југу, Акади народ семитског порекла на северу. У религији велику улогу игра прича о потопу а који свакако има и историјску подлогу и зна се да је на крају Џемедетнарског периода био цео ред потопа и отуда прича и мит. На овом подручју су се развијале културе Сумерска, затим Акадска па Вавилонска и Асирска.
Сумерско Акадска култура (2900—1950. п. н. е.) јавља се рано с тим да су неки градови најпре у Сумеру имали предноси и значај од осталих. Тако Ур у И Урској династији од 2280—1600. п. н. е. (а после њега и Урук и Лагаш) основана је држава у Сумеру која се простирала све до Средоземља. После двадесетак година под Сарагоном настала је прва монархија коју су касније проширили Акади од Средоземља до Елама. После су владале династије Ура и успеле да поставе своју владавину. Период Џемедетски траје од 2900. до 2600. п. н. е. ранодинастички период Ура I од 2500—2400. п. н. е. акадски период 2350—2170. п. н. е. и период III династије Ура 2050—1950. п. н. е.
Старо Вавилонска култура (1955. п. н. е.- 1725. п. н. е.) и цват везан је за краља, дотле мање познатог Вавилона Хамурабија (1955—1725. п. н. е.) или према новим подацима 1729—1686. п. н. е. који је постао главни град Елама. У средњој и јужној Вавилонији у периоду Ису- Ларса траје још традиционална Сумерско Акадска култура. У Исуу су Семити а у Ларси Еламске династије- Ларса је победила али је касније изгубила рат са Вавилоном. Но ни Вавилонско царство није дугог века и уништено је најездом армејских бедуина и замењује је култура Башита и Хурита и најзад Хетита. Ови последњи су имали и већи значај. Вавилонска култура је постепено пропала а нарочито је био буран период из најезде Хиксоса који су индоеуропског порекла и дошли су у Малу Азију и свргли Каситску династију која је владала од 1746—1171. п. н. е.
Асирска култура се датира у 1115—612. п. н. е. и ако најстарији споменици ове културе сежу у III миленијум и под утицајем су сумерске уметности а касније и Вавилона у времену његовог процвата. У време политичког процвата Тиглатпилерса и (1115—1093. п. н. е.) и Асурбанипала (668—626. п. н. е.) бележи се успон културе Асира. Владари су се ослањали на снажну војску и владали су осим међуријечјем и Сиријом, Палестином, Киликијом и Кипром а и Египтом једно време а и ово је царство завршило као и претходна инвазијом индоевропских народа који су долазили у валовима и настањивали се под Кавказом из предела данашње Индије- Међани, народ из планина, стопио се са Персијанцима.
612. п. н. е. је пала Нинива.
Асирску владавину су наследили Новобабилоњани који су владали Месопотамијом, Сиријом, Малом Азијом и Палестином. Нинива је цветала нарочито у време Набукадонесера када су изграђени висећи вртови за Семирамиду, Персијанци који су пре тога победили Меде завладали су Вавилоном 539. године без борбе.
Месопотамска култура је била самоникла, јер нису имали контаката са другим културама и континуитет није тако јак као код Египта. На северу су били Асирци, у планински пределима, сточари и ловци. Култура се споро развијала и била је Калифског типа. На југу су били земљорадници - Убаидска, Уручка и Џемдет-Насерска култура, које карактерише брз ритам мењања културе. Сумери су оснивачи месопотамске цивилизације и утемељивачи културе. Дошли су око 4000. п. н. е. ит Персије у јужну Месопотамију и основали читав низ градова-држава. 

### Карактеристике у уметности
Уметност Месопотамије има изразито званични карактер. Везана је за виши слој друштва и владајућу класу. Док египатска уметност има загробни карактер, месопотамска је намењена гледању. Дају предност физичкој снази. Људске фигуре имају лоше пропорције, збијене су и снажне. Све је сажето у маси из које се извлаче делови тела и глава који су хипертрофирани (преувеличани). Предност се даје мушкој фигури, која није индивидуализована, већ приказује општа етничка својства. Женска фигура се јавља само у најранијем периоду, као почаст мајци природи. Најзаступљенији видови уметности су рељеф и скулптура. 
Због недостатка других грађевинских материјала, Месопотамци су развили систем серијске производње глеђосаних опека помоћу калупа. Опеке су рељефно обрађене и од одређеног броја елемената се образује фигура, која се више пута понавља, варирајући у појединостима (боја, ритам, орнаменти, хаљине ратника, окрећу се главе сваком трећем ратнику). Употреба калупа доводи до серијске производње рељефа - рељеф оријенталног типа. Градили су палате и пирамиде степенастог облике зигурате. Људска фигура је приказана у фронталитету да би се избегла скраћења. У представљању простора користе принцип суперпонирања - ниже је ближе.

### Епохе у месопотамској историји
- Сумер (3500 – 2340. године п. н. е.) главни град Урук
- Акад (2340 – 2180. године п. н. е.), стапање Семита са Сумерима, владар Саргон и његови наследници, његов унук је Нарам-Син
- 2180 – 2125. године п. н. е., владају племена са североистока
- Новосумерско раздобље (2125 – 2000. године п. н. е.), главни град Ур, само је Лагаш био самосталан град-држава – владар Гудеа
- 2000 – 1000. године п. н. е., Хикси и други народи у Месопотамији, само је Вавилон од 1760 – 1600. године п. н. е. самосталан, оснивач Хамураби
- Асирија (1000 – 612. године п. н. е.), од 2000.1500 године п. н. е. Хитити насељавају Анадолију, а Митанци Сирију, Асур и СЗ Месопотамију. 1360. године п. н. е. Хитити покоравају Митанце, те Асирија поново стиче самосталност. 612. године п. н. е. пад Асирије, док јужни део државе остаје слободан – Нови Вавилон
- Нови Вавилон (612 – 539. године п. н. е.), владар Навукодоносор, Семирамидини вртови
- Персија (осваја Вавилон 539. године п. н. е. – до 331. године п. н. е. кад је осваја Александар Велики), династија Ахменида, владар Кир Велики
- Персија династија Сасанида

## Подела у месопотамској уметности
1. Сумерска уметност
2. Асирска уметност
3. Персијска уметност